# Dolichoderus antiquus
Dolichoderus antiquus är en myrart som beskrevs av Carpenter 1930. Dolichoderus antiquus ingår i släktet Dolichoderus och familjen myror. Inga underarter finns listade i Catalogue of Life.